# رومانيون إسترويون
الرومانيون الإسترويون أو الإسترو-رومانيون مجموعة عرقية رومانسية تنتمي إلى شبه الجزيرة الإسترية أو ترتبط بها. تاريخيًا، سكن الرومانيون الإسترويون أجزاءً كبيرة من شبه الجزيرة، بالإضافة إلى الجانب الغربي من جزيرة الكرك حتى سنة 1875. غير أنه بسبب عدة عوامل مثل التحول الصناعي والتحديث التنموي في عهد النظام الاشتراكي ليوغوسلافيا، هاجر العديد من السكان الرومانيين الإسترويين إلى أماكن أخرى، سواء كانت مدن كرواتية مثل بولا ورييكا أو أخرى مثل نيويورك، وترييستي، وغرب أستراليا. تضاءل عدد الرومانيين الإسترويين إلى حد كبير، إذ جرى تقليصهم إلى ثماني مستوطنات على الجانب الكرواتي من إستريا لا يمثلون فيها الأغلبية.
يعرف الرومانيون الإسترويون بكونهم ليسوا السكان الأصليين لإستريا، إذ إن الاختلافات بين اللغة الإسترو-رومانية ونظيرتها الدلماتية المنقرضة جغرافيًا بارزة. فضلًا عن ذلك، توجد أوجه تشابه عدة بين الرومانيين الترانسلفانيين والفلاك الصربيين، ما يشير إلى انحدار الرومانيين الإسترويين من المناطق الحالية الواقعة غرب رومانيا أو صربيا. مع أنه لا يعرف بالضبط كيف ومتى، استقر الرومانيون الإسترويون في إستريا، وبقوا مكانهم قرونًا قبل اندماجهم. حتى في الوقت الحاضر، لا يعترف رسميًا بالرومانيين الإسترويين على كونهم أقلية قومية، وذلك بفضل العديد من الجمعيات والمشاريع التي تهدف إلى الحفاظ على ثقافتهم بدعم من الحكومتين الكرواتية والرومانية على السواء.
رغم شيوع المصطلح واستخدامه الواسع شبه الحصري، إلا أنه مصطلح علمي مثير للجدل، ولا يستخدمه أفراد الشعب في التعريف عن أنفسهم. يفضل الرومانيون الإسترويون استخدام أسماء مشتقة من قراهم الأصلية، وهي جيسينوفيك، وكسترتشاني، وليتاج، ونوفا فاس، وشوشنييفيكا، وزانكوفتشي، ومنطقة بردو، وجيجان المعزولة. يستعمل آخرون أيضًا «فلاك»، وذلك للإشارة إلى مجموع السكان الرومانيين الإسترويين، وغالبًا ما يستخدم اسما روماري وروميري أيضًا. تتشابه بغتهم كثيرًا مع الرومانية، إذ إن كلتاهما جزء من عائلة اللغات البلقانية الرومانسية جنبَا إلى جنب مع اللغة الأرومونية والرومانية المغلينية، وكلها تنحدر من الرومانية القديمة. مع ذلك، تعتبر رومانيا هذه الجماعات العرقية جزءًا من «التعريف الواسع» للرومانيين، وهو تعريف يحتمل للنقاش وليس له رأي مقبول على نطاق واسع.
تمتاز الثقافة الإسترو-رومانية بأزياء ورقصات وأغاني تشبه كثيرًا مثيلاتها في رومانيا. المطبوعات في الثقافة الإسترو-رومانية محدودة، وأول كتاب صدر في سنة 1905. تاريخيًا، كان الإسترو-رومانيين مزارعين ورعاة، وكثيرون منهم فقراء لم يحصلوا على تعليم حتى القرن العشرين. قليلًا ما تستخدم اللغة الإسترو-رومانية في التعليم والإعلام والدين، إذ تفرض الكرواتية نفسها في هذه المجالات وغيرها. أعدادهم قليلة للغاية، لدرجة أنهم وصفوا بكونهم «أصغر مجموعة إثنية لغوية في أوروبا». يعتقد أنه في حال لم يتغير وضعهم، سيختفي الرومانيون الإسترويون خلال العقود التالية.

## أسماء

### الاسم المحلي
يشيع استخدام مصطلح «إسترو-روماني» بين الباحثين واللغويين للإشارة إلى أفراد شعب البلقان الرومانسيين من شبه جزيرة إستريا. غير أن هذا المصطلح نشأ حديثًا منذ منتصف القرن التاسع عشر مستندًا إلى معايير جغرافية لا علمية. استعمل هذه التسمية للمرة الأولى الكاتب والمؤرخ الروماني غيورغي أساكي (لفظ إستروماني)، ثم العالم اللغوي السلوفيني فرانز ميكلوستش (لفظا إستريتشن رومونين وإسترو رومونيش)، وتعمم بعدها اسم الإسترو-رومانيين ولغتهم. ي الوقت الحاضر، يكاد يستخدم المصطلح على نحو حصري، ويبرز تشابه اللغة مع نظيرتها الرومانية. لا يستخدم الإسترو-رومانيين هذا الاسم للتعبير عن أنفسهم، ويعتبر استعمال المصطلح مثيرًا للجدل إلى حد ما خارج إطار اللغويات. يستخدم البعض المصطلحين الأكثر دقة «لغة فلاشكي وزيانسكي».
للإشارة إلى أنفسهم، يستخدم الإسترو-رومانيين مصطلح «روماري»، المشتق من اللاتينية. يستخدم مصطلح رومري أيضًا منذ القرن السابع عشر، ولكن هذه التسمية الذاتية (الاسم الذي يطلقه أفراد مجموعة ما على أنفسهم ككل) لا تظهر ضمن الوثائق حتى تستخدم على يد الكاتب والأستاذ الإسترو-روماني أندري غلافينا، والمؤرخ الروماني كوستانتين ديكوليسكو، ومن ثم من قبل الصحفي الروماني والأستاذ ألكساندرو ليكا موراريو في القرن العشرين. سبب تأثير الباحثين الرومانيين، يستخدم الإسترو-رومايين أيضًا الكلمة الكرواتية «رومونجي»، خصوصًا لدة تواصلهم مع الأجانب. نظرًا لضعف الشعور القومي الإسترو-روماني، يشير بعض كبار السن لأنفسهم بالرومانيين، الرومانيين متحدثي الكروانية، أو حتى إيطاليين (ما عدا في سياني) لتمييز أنفسهم عن الكرواتيين المحيطين بهم.
يفضل كثير من الإسترو-رومانيين استعمال اسم نسبة مشتق من اسم قريتهم الأصلية. مثلًا، يستخدم أولئك من شوشنجفيكا ألفاظ شونجفيكي أو شوجنفيتي شونجفسكي لوصف لغتهم، ويستعمل من هم من نوفا فاس ألفاظ نوفوساني نوفوسانسكي ونوفوشانسكي لوصف لغتهم، وأولئك من كوسترتشاني فيستخدمون كوستارتشانتسي، أما الذين من منطقة بردو فيستخدمون بريخانسكي للإشارة للغتهم. عمومًا، يستخدم الإسترو-رومانيين من القرى الواقعة جنوب سلسلة جبال أوتشكا أيضا اسم «فلاك» أو فلاش أو فلاسكي لوصف لغتهم، مأخوذ من الكلمة السلافية الجنوبية «فلاش». من ناحية أخرى، في قرية جيجان الشمالية، وهي القرية الأخرى الوحيدة التي تستخدم فيها اللغة الإسترو-رومانية، يستخدم مصطلحا جيانتسي أو جيخونتشي للإشارة للشعب، وجيانسكي أو بو جيانسكي كوفينتا للإشارة إلى اللغة. يطلق الكروات أيضًا على أنفسهم اسم جيانسي أو فلاسكي، كن سكان جيجين لا يشيرون لأنفسهم باسم فلاك.

## تاريخ

### الأصول والوصول
يعود أول ذكر للسكان الناطقين بالرومانسية في إستريا خلال العصور الوسطى إلى عام 940 ندما ذكر الإمبراطور البيزنطي قسطنطين السابع في عمله «من إدارة الإمبراطورية» أن هناك شعوبًا رومانسية أطلقت على نفسها اسم «الرومان» على الرغم من أنها لم تأتي من روما.
ي البداية، دعم الايطاليون وبعض الباحثين الرومانيين النظريات حول انحدار الإسترو-رومانيين من السكان الأصليين في إستريا. إلا أن هذه النظريات دحضت حاليًا بسبب أوجه التشابه بين الإسترو-رومانيين والرومانيين من غرب أوكرانيا ووادي تيموك، والاختلاف مع اللغة الدلماتية (المنقرضة اليوم). هناك الآن مؤيدون لفكرة أخرى تشير فقط إلى سكان قرية جيجان، ترى أنه لا تربطهم أية صلة بالرومانيين، بل بالمتحدرين من الكروات القديمين، اللذين يمكن أن يكونوا من أصل هندي إيراني.
هنالك نظريتان مهيمنتان متميزتان. وفقًا لنظرية عالم اللغويات الروماني أوفيد دنسوسيانو، ينحدر الإسترو-رومانيون من جنوب غرب ترانسلفانيا وبانات، وهاجروا من هناك بين السنتين 1000 و1400. يبني العالم نظريته على خصائص اللغة، مثلًا، لثغة الراء المتحركة (التحول الصوتي الذي يحول حرفًا صوتيًا إلى ما يشبه لفظ الراء)، لحرف «إن» إلى «آر» في الكلمات من أصل لاتيني، كما في لهجة تالا موتيلور في رومانيا. بالإضافة إلى ذلك، هناك قصص شعبية إسترو-رومانية حول وصولهم إلى إستريا خلال العصور الوسطى. استنادًا إلى الأساطير المحلية، أتت سبعة كرفانات من ترانسلفانيا واستقرت في إستريا، وست جنوبي أوتكا وواحدة شمالها. اعتنق تلك النظرية أيضًا مفكرون آخرون مثل فاسيل فريتيتسا. يرى مفكرون آخرون أن الإسترو-رومانيين هاجروا في وقت أبكر بكثير، في النصف الثاني من الألفية الأولى، قبل بداية التأثير الهنغاري على الرومانية، إذ لا تبدي اللغة الإسترو-رومانية تلك التأثيرات.
زعم نظرية أخرى، وهي نظرية عالم اللغويات واللغة الروماني سيكتيل بوشكاريو، أن أصل الإسترو-رومانيين يعود إلى منطقة جنوبي نهر الدانوب، تحديدًا في صربيا حاليًا، ولكن مع اتصالهم بالرومانيين في غرب رومانيا. يشير أيضًا إلى تاريخ انفصالهم عن شعوب البلقان الرومانسية الأخرى في القرن الثالث عشر. تبنى عدة علماء نظرية بوشكاريو، مع اختلاف في الموقع بالضبط. هناك أيضًا نظرية وسيطة تعود لإلينا سكارالتويو تشير إلى أن «المجموع الكبير من الإسترو-رومانيين» جاءت من عدة أنوية في وسط ترانسلفانيا وغربها وشمالها الغربي، وكذلك من جنوب الدانوب، أي المنطقة الواقعة بين وادي تيموك وبريزرن.
ومع ذلك، لم تحظ أي من هذه الفرضيات بقبول عالمي من المجتمع العلمي، وبالتالي فإن مسألة إثبات أصل هذا الشعب ما زالت مبهمة. وبغض النظر عن المكان الذي جاؤوا منه، يُعتبر الرومانيون الإسترويون عمومًا آخر شعب رومانسي في البلقان ينفصل عن الآخرين ويهاجر باتجاه الغرب، ليصبح أفراده رعاةً بمعظمهم. ويعتبر كل من جوزيبي فاسيليتش وسيكتيل بوشكاريو أن وجود الرومانيين الإسترويين الأوائل موثق في المستندات البيزنطية تحت اسم الفلاش السود، وهي ترجمة حرفية لما كُتب في هذه الوثائق. إذ كُتب الاسم بالحروف اللاتينية حسب اللفظ التالي: مورولاهي، موروفلاشي، موروبلاشي، مورولاشي، مورلاشي، أو مورلاتشي بالإيطالية، ومورلاسي بالكرواتية والصربية. وفي النهاية، فإن استخدام كلمة «الفلاش» في مختلف اللغات يشير أيضًا إلى الرعاة الرومانيين السلافيين، والرعاة بشكل عام، بغض النظر عن الاثنية. وربما كان الرومانيون الإسترويون قد وصلوا إلى دلماسيا في وقت مبكر من القرن الحادي عشر باعتبار أن اسمي «دانولوس» و«نيغولوس» الموجودين في وثائق 1018 و1070 على الترتيب هما رومانيان على الأرجح.

### أواخر العصور الوسطى وما بعد
خلال القرون التالية، لم يغب عن إستريا وما حولها ذكر أشخاصٍ يُحتمل أن يكون أصلهم روماني إستروي. ففي عام 1181، أبلغت رئيسة دير بطريركية إيكلاية، وتدعى إرميليندا، عن حضور شخص يُدعى رادول (يعتبره البعض اسمًا رومانيًا)، ونُسبت إليه الأراضي التي تُعرف اليوم بالمقاطعة الإيطالية فريولي فينيتسيا جوليا.
وفي القرن الرابع عشر، وُثق وجود الرعاة الفلاش بالقرب من مدن سبليت وتروغير وشيبينيك وزادار، وكذلك في جزر راب وباغ والكرك. لكن أول دليل واضح وقطعي على الوجود الإسترو روماني في إستريا يعود إلى عام 1321، عندما ذُكر وجود بلدٍ للفلاش في المنطقة التي يمكثون فيها اليوم. ويظهر في وثيقة تعود لعام 1329 وتشير إلى بوزيت في إستريا، اسم أحد الفلاشيين؛ باسكولوس شيشيو، اسم مشتق من الاسم الأجنبي «شيشي» الذي يستخدمه الكروات لوصف الرومانيين الإسترويين. ومن المعروف أنه خلال ذلك القرن استخدم الرومانيون الإسترويون القوافل لبيع منتجات الألبان ونقل البضائع الأخرى. وفي تجارة جمهورية راغوزا، كانت كاسوس فلاشيسكس (برينشا، بمعنى الجبن، حسبما ظهر في وثيقة من عام 1357) من الأهمية لدرجة استخدامها كوسيلة للدفع أيضًا، وحددت السلطات سعرها. وكانوا يتاجرون بالملح أيضًا على ساحل البحر الأدرياتيكي.
وفي القرن الخامس عشر، اجتاح وباء الطاعون المهلك إستريا، وفضّل مجلس شيوخ جمهورية البندقية، التي تحكم شبه الجزيرة، توطين المورلاش، وكذلك السلاف الجنوبيين الذين هربوا من الإمبراطورية العثمانية. ونتيجة لذلك، في عام 1449، ذُكر الفلاش في مدينة بويه الإسترية. وظهرت كلمة شيشي لأول مرة على أنها اسم اثني أصلي في وثيقة تعود لعام 1463. واستنادًا إلى الأسماء والمصادر التاريخية الأخرى، فقد شكل الإسترو رومانيون خلال ذلك القرن نحو 15% من سكان إستريا.
وفضلًا عن ذلك، كان إيفان السابع فرانكوبان، حاكم جزيرة الكرك منذ عام 1451، بحاجة إلى القوى العاملة. لذلك، خلال النصف الثاني من القرن الخامس عشر، بدأ بتوطين الأجزاء الأقل كثافة سكانية أو غير المأهولة، مثل المنطقة الغربية من الجزيرة، أي في منطقتي دوباشنيكا وبوليكا وما حولهما وفي الأرض الواقعة بين قلعتي دوبرين وأوميشال. وكان معظم المستوطنين من الفلاش والمورلاش، الذين أتوا من جنوب سلسلة جبال فيليبيت وحول جبل دينارا. ويؤكد اللغوي الكرواتي وخبير علم الأسماء بيتار سكوك أن هذا الشعب كان يضم رعاة رومانيين، إذ حافظوا على الترقيم الروماني حتى القرن العشرين. وعبروا قناة فيليبيت، كانال ديلا مورلاكا بالإيطالية، واستقروا في غرب الكرك. وتبقت في الكرك اليوم بعض الأسماء الجغرافية من ذلك الوقت مثل فاريتشا (من اللغة الرومانية فيريس، أي سراخس)، وفينتيرا (من الكلمة الرومانية فينتينا، أي نافورة)، وسيكارا (من الكلمة الرومانية سيكارا، أي نقي). ومن المعروف أيضًا أن اللغة الكرواتية الحالية المستخدمة في الكرك تضم بعض الاستعارات من الإسترية الرومانية، مثل شبيليشور أو شبيريشور (من الكلمة الرومانية سبين، «شوك»، + اللاحقة شور)، اسمٌ شائع لنبات التفاف الذي تحوي أوراقه على أشواك صغيرة. ويُعتقد أن بعض هؤلاء الفلاش والمورلاش قد واصلوا طريقهم إلى إستريا، حيث استقروا، ولكن، كما النظريات الأخرى، لا يمكن تأكيد ذلك.
وبحلول عام 1523، كان الرومانيون الإسترويون يُعرفون باسم تشيشراني أو تشيشيلياني من قِبل المستشاريتين الإيطالية والنمساوية. وجرى تغيير كارسيا، الاسم السابق للمنطقة التي تقع فيها جياني، إلى تشيشيريا (المعروفة اليوم بتشيشاريا). وفي ذلك القرن، كانوا منتشرين في كل مكان تقريبًا داخل شبه الجزيرة، لا سيما في مناطق جياني ومالي مون وفيل مون، وشمال أوتشكا، وكذلك في سوسنييفيكا وقرى أخرى في جنوب سلسلة الجبال، فاستقروا في أكثر من ثلاثين مستوطنة بمساحات مختلفة بين 1510 و1599. وفي عمل صدر عام 1641 حول إستريا، يذكر العالم وأسقف سيتانوفا (نوفيغراد اليوم) جياكومو فيليبو توماسيني اسم المورلاشي، زاعمًا أن «لديهم لغتهم الخاصة، والتي تشبه اللاتينية في كثير من الكلمات».
وخلال القرن السادس عشر، رأى بعض المؤلفين الكروات أن الفلاش الإسترويين جزء من نفس المجموعة الاثنية التي ينتمي إليها الرومانيون من داشيا التراجانية، واعتبروا أن داشيا هي «موروفلاسكا زيمليا» («بلد المورلاتش»). وفضلًا عن ذلك، ذكر الراهب الإيطالي إيرينيو ديلا كروس، في عملٍ حول ترييسته عام 1698، أشخاصًا يتحدثون، عوضًا عن اللغة السلافية، لغةً تتكون من العديد من الكلمات اللاتينية التي تشبه اللغة الوالاشية. وقال لاحقًا، إن التشيشي يطلقون على أنفسهم اسم روميري بلغتهم الخاصة. وتعكس هذه الكلمة عمومًا التغير اللفظي الناتج عن التطور من اللاتينية إلى اللغات الرومانسية البلقانية. وقدم أيضًا 13 اسمًا منفردًا (مثل كوبرا، أي ماعز، أو لابتيه، أي حليب) وثمانية أسماء مع محددات وجملتين من لغتهم مع الترجمة الإيطالية. ويُعتبر هذا أول توثيق لهذه اللغة بصرف النظر عن أسماء المواقع الجغرافية وأسماء الأشخاص، التي ظهرت سابقًا في المؤلفات. ومن المفترض أنه خلال ذلك الوقت، كان وجود الرومانيين الإسترويين ممتدًا إلى ترييسته. ويمكن أن يكون عددهم آنذاك قد بلغ نحو 10,000 نسمة.